# Nigramma lophophora
Nigramma lophophora là một loài bướm đêm trong họ Noctuidae.